# Deborah Tannen
Pour les articles homonymes, voir Tannen.
Deborah Tannen, née le 7 juin 1945, est une linguiste américaine, professeur à l'université de Georgetown, Washington D.C.

## Formation
Deborah Tannen est née dans une famille avec une forte identité juive, avec notamment un père rescapé du ghetto de Varsovie. Elle a commencé ses études par un Bachelor of Arts (BA) de littérature anglaise, puis un master (MA) de littérature anglaise à l'université de Wayne State. Elle poursuit ses études à l'université de Californie à Berkeley où elle obtient un MA, puis un doctorat (Ph.D.) de linguistique.

## Contribution scientifique
Son travail de doctorat en analyse conversationnelle sera publié sous le titre Conversational Style. Il s'agit de l'analyse d'un enregistrement de deux heures trente réalisé lors d'un dîner de Thanksgiving le 23 novembre 1978 à Berkeley. Venue pour étudier " comment on ne dit rien d'intéressant", elle est frappée des différences de style d'interaction entre elle (Deborah) et les deux autres juifs (appelés dans son travail "Steve" et "Peter"), et les trois non juifs ("Chad", "David" et "Sally"), bien que tous les six aient été élevés à New York et soient descendants d'immigrés d'Europe de l'est, de sorte qu'elle décide pendant le diner de changer l'objet de son étude vers justement ces différences. Les premiers par rapports aux seconds ont un mode de conversation comprenant notamment l'enchaînement immédiat sur la parole de l'interlocuteur voire son interruption, le saut du coq à l'âne plus fréquent (38 sujets aussi différents que les cabanes Quonset et les mains de pianistes seront abordés pendant les 2h30 du diner), plus de récits, plus de familiarité, et la préférence pour le bruit plutôt que pour le silence. Les seconds seront par moments choqués voire énervés par ce comportement qu'ils appelleront « new yorkais », mais ne diront rien.
Ces traits, avec quelques autres, définissent selon Deborah Tannen un style « d'implication » conversationnel (high involvement style) par rapport au style axé sur la considération et la distance respectueuse manifestée pour l'interlocuteur des trois autres (high consideration style). 
Le travail de Deborah Tannen à partir de Conversational Style sera élargit vers d'autres sources de différences dans les styles conversationnels, avec un élargissement notamment des différences de style entre hommes et femmes, entre générations, sur la poétique et la stylistique de la conversation quotidienne (Tannen 1989) et sur la narration, notamment à travers les stratégies narratives comparées : américain-grec, américain-portugais du Brésil.
Son travail se situe dans la lignée de ceux de J.J. Gumperz, E. Goffman, W.Chafe, G. Lakoff, Robin Lakoff.
Elle a publié de nombreux ouvrages destinés au grand public qui sont des succès de librairie et traduits dans plusieurs langues. Ces livres portent notamment sur la communication hommes-femmes, la communication mère-fille, et récemment sur la communication entre sœurs tout au long de la vie. Dans ces ouvrages, elle applique l'analyse conversationnelle de manière à dévoiler des schèmes de conversation qui cristallisent la difficulté d'intercompréhension entre les individus.

## Ouvrages

### Livres en anglais
- Conversational Style, Analyzing Talk among Friends, 1984, Ablex Publishing, Westport, London.
- That's Not What I Meant! How Conversational Style Makes or Breaks Relationships, 1986, Ballantine.
- You Just Don't Understand: Women and Men in Conversation, 1990, Ballantine.
- Gender and Conversational Interaction, 1994, Oxford University Press, New York, Oxford.
- Talking Voices, Repetition, Dialogue, and Imagery in Conversational Discourse, rééd. 2007 (éd. or. 1989) augmentée d'une nouvelle introduction, Cambridge University Press, Cambridge.
- I Only Say This Because I Love You: Talking to Your Parents, Partner, Sibs, and Kids When You're All Adults, 2001. Ballantine
- Conversational Style, New edition 2005, Oxford University Press, Oxford
- You're Wearing THAT?: Mothers and Daughters in Conversation, 2006. Ballantine.

### Articles
- 1980, "A comparative analysis of oral narrative strategies", in: The Pear Stories, éd. par Wallace Chafe, ABlex, Norwood, pp.51-87.
- 1982, "Oral and literate strategies in spoken and written narratives", in: Langage 58.1, pp. 1-21.
- 1983, "I take out the rock - dok!: How Greek women tell about being molested (and create involvement)", in : Anthropological linguistics Fall 1983, pp. 359-374.
- 1986, "Introducing constructed dialogue in Greek and American conversational and literary narrative", in : Direct and Indirect Speech, éd. par Florian Coulmas, pp. 311-332.
- 1988, "The commingling of orality and literacy in giving a paper at a scholarly conference", in : American Speech 63.1, pp. 34-43.
- 1990, "Ordinary conversation and literary discourse: Coherence and the poetics of repetition. in : The use of linguistics, éd. par Edward H. Bendix, Annals of the New York Academy of Science, vol. 583, pp. 15-32.
- 1996, "The sex-class linked framing of talk at work", in : Gender and Discourse, Oxford University Press, Oxford et New York, pp. 195-221.
- 2004, "Talking the dog: Framing pets as interactionnal resources in family discourse", in : Research on Language and Social Interaction, 37.4, pp. 399-420.
- 2006, "Intertextuality in interaction: Reframing family arguments in public and private", in : Text and Talk, 26.4/5, pp. 597-617.

### Livres traduits en français
- Décidément tu ne me comprends pas : comment surmonter les malentendus entre hommes et femmes , 1993. Robert Laffont, Paris. Edition de poche 1994, j'ai lu, Paris. trad. de l'américain par Évelyne Gasarian et Simon Smith.
- Si je dis ça, c'est pour ton bien : du malentendu à la compréhension, comment le dialogue peut conduire à l'harmonie familiale, 2003. Robert Laffont, Paris, trad. de l'américain par Claude-Christine Farny.